# Armin Schmidt (Politiker)
Fritz Max Armin Schmidt (* 11. November 1888 in Hildburghausen; † 17. Mai 1978 in  Gütersloh) war ein deutscher Kommunalpolitiker der NSDAP. Er war von 1933 bis 1945 Oberbürgermeister der Stadt Jena in Thüringen.

## Leben
Zum 1. August 1928 trat er der NSDAP bei (Mitgliedsnummer 96.801). Am 29. Mai 1933 wurde der seit 1932 als Kreisleiter der NSDAP tätige Schmidt für zwölf Jahre zum Oberbürgermeister von Jena vereidigt. 1937 gab er die Funktion des Kreisleiters ab.
Im Zweiten Weltkrieg wurde auch der Dienstsitz Schmidts, das Rathaus, teilweise durch alliierte Bombenangriffe zerstört. Er hatte mehreren Verwaltungs- und Aufsichtsräten in Jena angehört.
Nach dem Ende des Zweiten Weltkrieges wurde Schmidt von der US-amerikanischen Militärregierung verhaftet und durchlief ein Entnazifizierungsverfahren.